# Olga de Württemberg
Olga Alexandrina Maria de Württemberg (Estugarda, 1 de março de 1876 - Ludwigsburgo, 21 de outubro de 1932) foi uma filha do duque Eugénio de Württemberg e da grã-duquesa Vera Constantinovna da Rússia. Era irmã gémea da duquesa Elsa de Württemberg. Casou-se com o príncipe Maximiliano de Eschaumburgo-Lipa.

## Primeiros anos e família
A princesa Olga nasceu em Estugarda, Württemberg, sendo a gémea mais nova do duque Eugénio de Württemberg e da grã-duquesa Vera Constantinovna da Rússia. A sua irmã gêmea mais velha era a duquesa Elsa de Württemberg. As duas irmãs não eram parecidas e Olga, que era muito mais alta do que Elsa, parecia ser a mais velha.

## Casamento e descendência
Existiam planos para casar a princesa Olga com o príncipe Maximiliano de Baden, mas este acabaria por se casar com a princesa Maria Luísa de Hanôver. Em março de 1898, surgiram relatos de que teria havido um noivado entre Olga e o príncipe Eugénio da Suécia, filho mais novo do rei Oscar II. O casamento nunca se realizou. Eugénio, que era um artista de renome, ficou solteiro toda a sua vida.
Olga casou-se com o príncipe Maximiliano de Eschaumburgo-Lippe a 3 de novembro de 1898 em Estugarda. Maximiliano era filho do príncipe Guilherme, Conde de Eschaumburgo-Lipa e da princesa Batilde de Anhalt-Dessau.
O casamento durou menos de seis anos, uma vez que o seu marido morreu jovem. Tiveram três filhos:
1. Eugénio de Eschaumburgo-Lipa (8 de agosto de 1899 – 9 de novembro] de [1929), morreu solteiro aos trinta anos de idade em Caterham, Surrey, Inglaterra, num acidente de avião.[1]
2. Alberto de Eschaumburgo-Lipa (17 de outubro de 1900 – 20 de maio de 1984), casado com a baronesa Walburga von Hirschberg; sem descendência. Teve uma filha com a baronesa Marie-Gabriele von Pfetten-Arnbach.
3. Bernardo de Eschaumburgo-Lipa (8 de dezembro de 1902 – 24 de junho de 1903), morreu com poucos meses de idade.

## Genealogia
| Olga de Württemberg | Pai: Eugénio de Württemberg        | Avô paterno: Eugénio Guilherme de Württemberg  | Bisavô paterno: Eugénio de Württemberg                         |
| Olga de Württemberg | Pai: Eugénio de Württemberg        | Avô paterno: Eugénio Guilherme de Württemberg  | Bisavó paterna: Matilde de Waldeck e Pyrmont                   |
| Olga de Württemberg | Pai: Eugénio de Württemberg        | Avó paterna: Matilde de Eschaumburgo-Lipa      | Bisavô paterno: Jorge Guilherme, Príncipe de Eschaumburgo-Lipa |
| Olga de Württemberg | Pai: Eugénio de Württemberg        | Avó paterna: Matilde de Eschaumburgo-Lipa      | Bisavó paterna: Ida de Waldeck e Pyrmont                       |
| Olga de Württemberg | Mãe: Vera Constantinovna da Rússia | Avô materno: Constantino Nikolaevich da Rússia | Bisavô materno: Nicolau I da Rússia                            |
| Olga de Württemberg | Mãe: Vera Constantinovna da Rússia | Avô materno: Constantino Nikolaevich da Rússia | Bisavó materna: Alexandra Feodorovna (Carlota da Prússia)      |
| Olga de Württemberg | Mãe: Vera Constantinovna da Rússia | Avó materna: Alexandra Iosifovna               | Bisavô materno: José, Duque de Saxe-Altemburgo                 |
| Olga de Württemberg | Mãe: Vera Constantinovna da Rússia | Avó materna: Alexandra Iosifovna               | Bisavó materna: Amélia de Württemberg                          |